# Sistema di spegnimento di emergenza

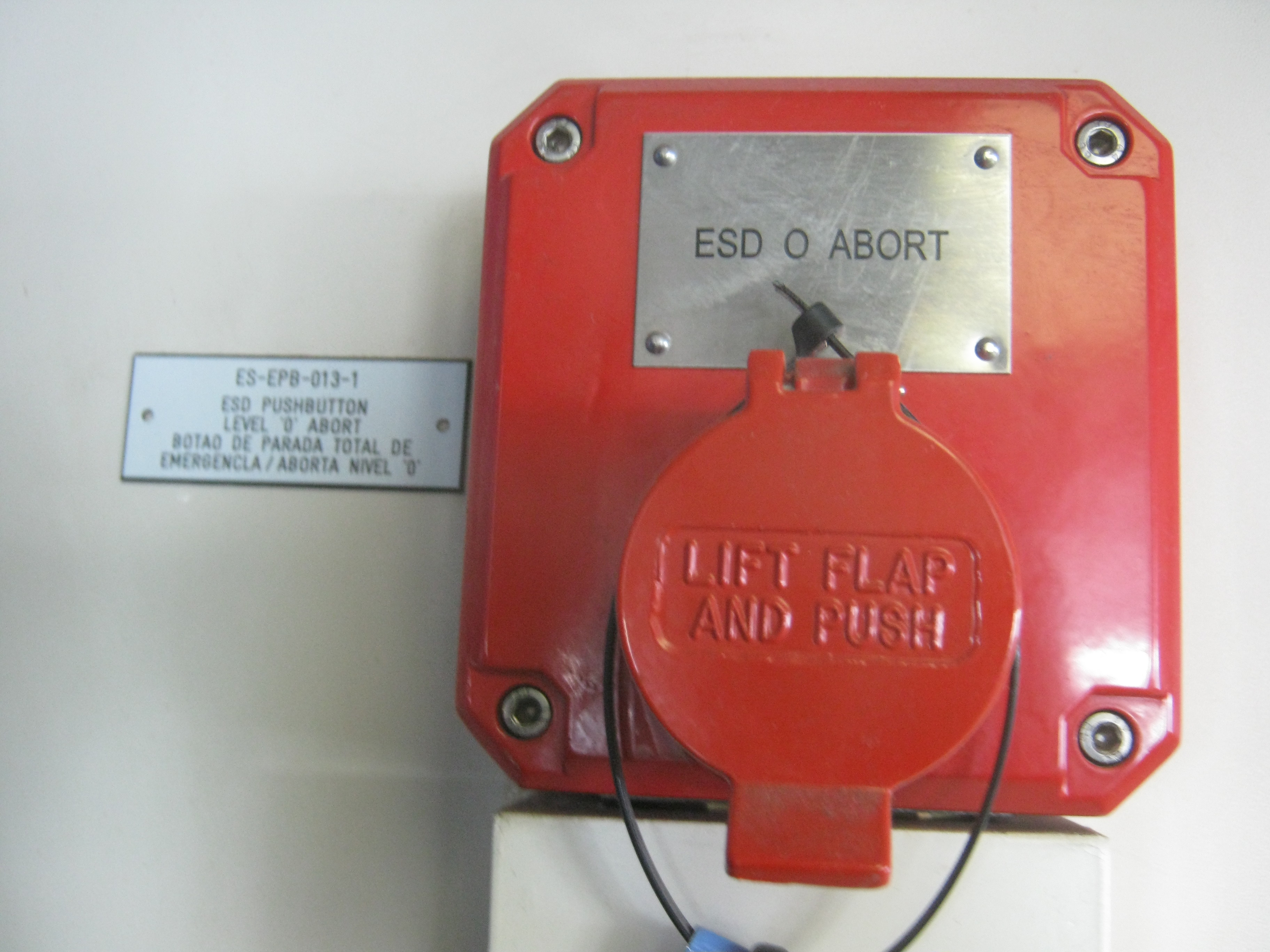
Pulsante di un sistema di spegnimento di emergenza (ESD) per spegnere tutti i sistemi elettrici in caso di abbandono di una nave

Un sistema di spegnimento di emergenza (o ESD, dall'inglese Emergency Shut Down System), è un sistema di controllo basato su PLC, utilizzato per la gestione delle sequenze di avviamento e shutdown di un impianto.
I segnali di input output automaticamente generati dal ESD possono essere offerti sulla rete di controllo per essere utilizzati dai controllori di un'architettura DCS o BMS. Quando i segnali in questione non debbono fare logica DCS ma semplicemente supervisione per l'operatore, vengono acquisiti come SCADA, cioè come segnali seriali.